# Феджецел (Реметя, Харгіта)
Феджецел (рум. Făgețel) — село у повіті Харгіта в Румунії. Входить до складу комуни Реметя.
Село розташоване на відстані 272 км на північ від Бухареста, 61 км на північний захід від М'єркуря-Чука, 135 км на схід від Клуж-Напоки, 132 км на північ від Брашова.

## Населення
За даними перепису населення 2002 року у селі проживали 4 особи.